# 自殺の名所
自殺の名所（じさつのめいしょ）とは、景勝地など著名な土地のうち自殺者の多い場所や、自殺者が多発することで著名となった場所のことである。別名「ホットスポット」とも呼ばれる。

## 多発に至る過程
類型のひとつは、断崖絶壁や深山幽谷といった観光地である。こうした場所では、誤って転落や遭難したらまず死を免れないような場所へ簡単に近寄れるため、自殺志願者にとっては「確実に死ねる場所」として格好である。
また橋、高層ビル、鉄道の駅や踏切など自殺へのアクセスが容易な場所も、そこでの自殺をセンセーショナルに表現したり、自殺件数を誇張するような報道を行うことでウェルテル効果が誘発され「自殺の名所」になりうる。そのように自殺場所として広く認知されてしまった場所では、さらなる自殺者が出る危険が高まる。

## 予防法
「自殺の名所」という噂が立つと、評判が悪化し、観光地の場合は地元観光業者の死活問題にもなりうるため、場所によっては、自殺を思いとどまらせる文面の看板や立て札を、地元の有志が費用を自己負担して立てるケースがある。また、「いのちの電話」などの人生相談団体の電話番号を書いたものと一緒に公衆電話を設置するところもある。
イギリスにおいては、自殺の名所とされる場所を政府が「ホットスポット」として指定し、予算を組んで同国内300か所のホットスポットに地域住民や精神科医からなる危機介入チームを編成した。危機介入チームはパトロールの他にも、電話や看板の設置等で広報活動を行なっている。自殺志願者が看板を見て電話をかけてくると、直ちに現場に急行し保護と社会復帰に努める。介入の取り組みの結果、自殺の名所において自殺が激減し、国全体での毎年の自殺者数を10パーセント減少させた。
福井県にある東尋坊では、2017年から従来の陸上パトロールに加え、小型無人機ドローンによる上空からのパトロールも開始した。
鉄道路線の場合は、鉄道会社がホームドアを設置し、飛び込み自殺を防ぐ対策もある（転落事故の防止も兼ねている）が、すべての鉄道路線に導入するには高額な費用や構造的な問題（多くの場合、車両の種類によってドアの位置が異なる場合やプラットホームが狭い場合、装置の重さに耐えられない場合は設置できない）があるため、普及は進行していない。
自殺対策上で、自殺の名所等の手段を遠ざける手法は根本的な対策ではないが、自殺へのアクセスを簡単にできない状況を作ることには、自殺願望が不意に高まってそのまま実行してしまう、といった衝動的な自殺を思いとどまらせる効果があり、周囲の介入のための時間を稼ぐことで一定の自殺防止効果はあると考えられている。
自殺報道は（特に若者の）自殺を誘引し（いわゆるウェルテル効果）、そこで紹介された自殺手段はしばしば模倣される。それを踏まえて、報道機関に向けたWHOの『自殺報道ガイドライン』では、自殺現場の映像は表示すべきでないと記述されている。
また、音楽を利用して自殺を防止しようとする取り組みも行われている。2017年に発表されたラップ曲『1-800-273-8255』は、アメリカの自殺防止対策ホットラインの番号をタイトルとしており、リリース後にホットラインのFacebookへのアクセス数が増加した。

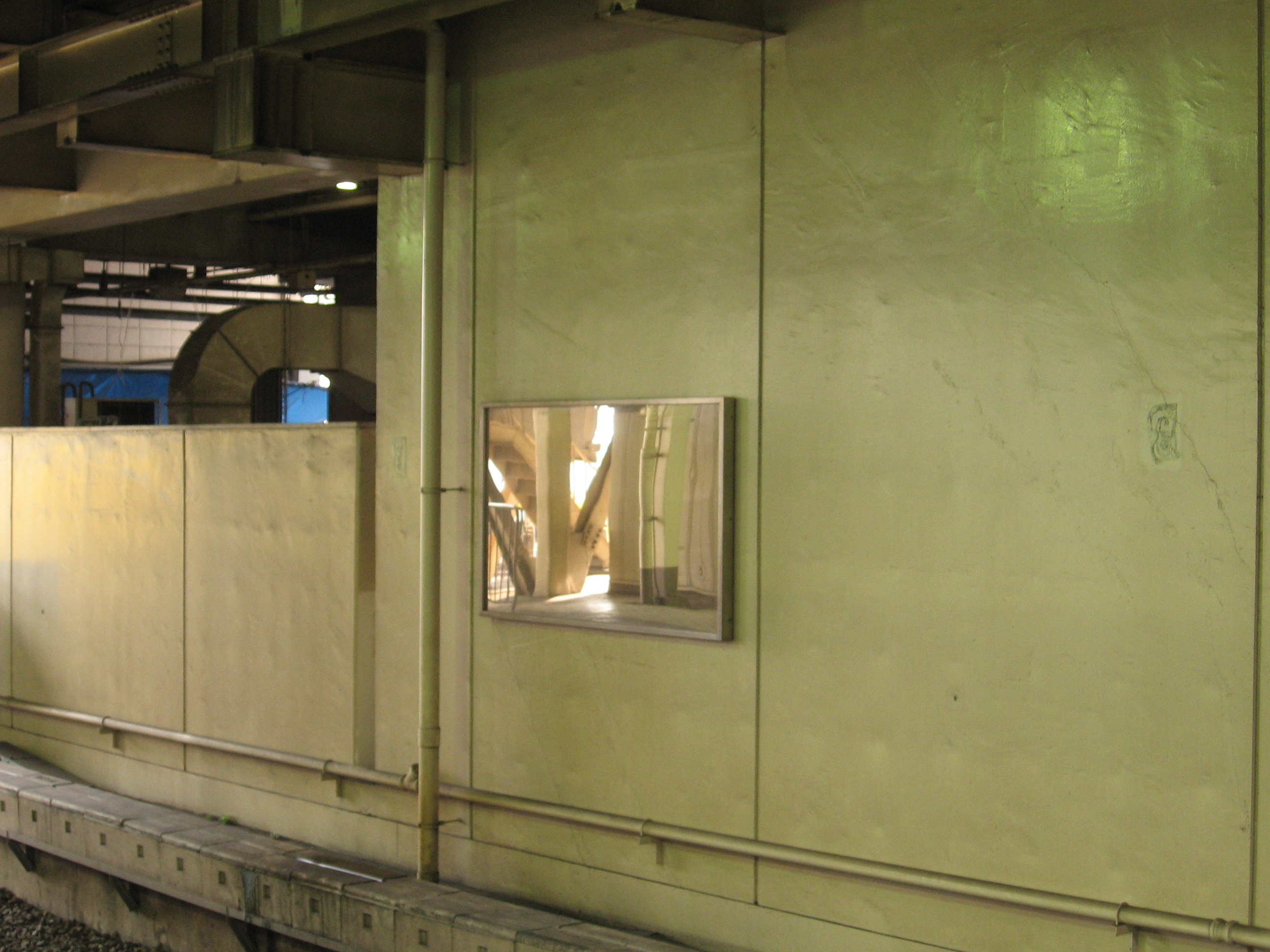
中央線快速の荻窪駅に設置されている鏡。 自殺防止のために、心理的効果を狙って設置されている。
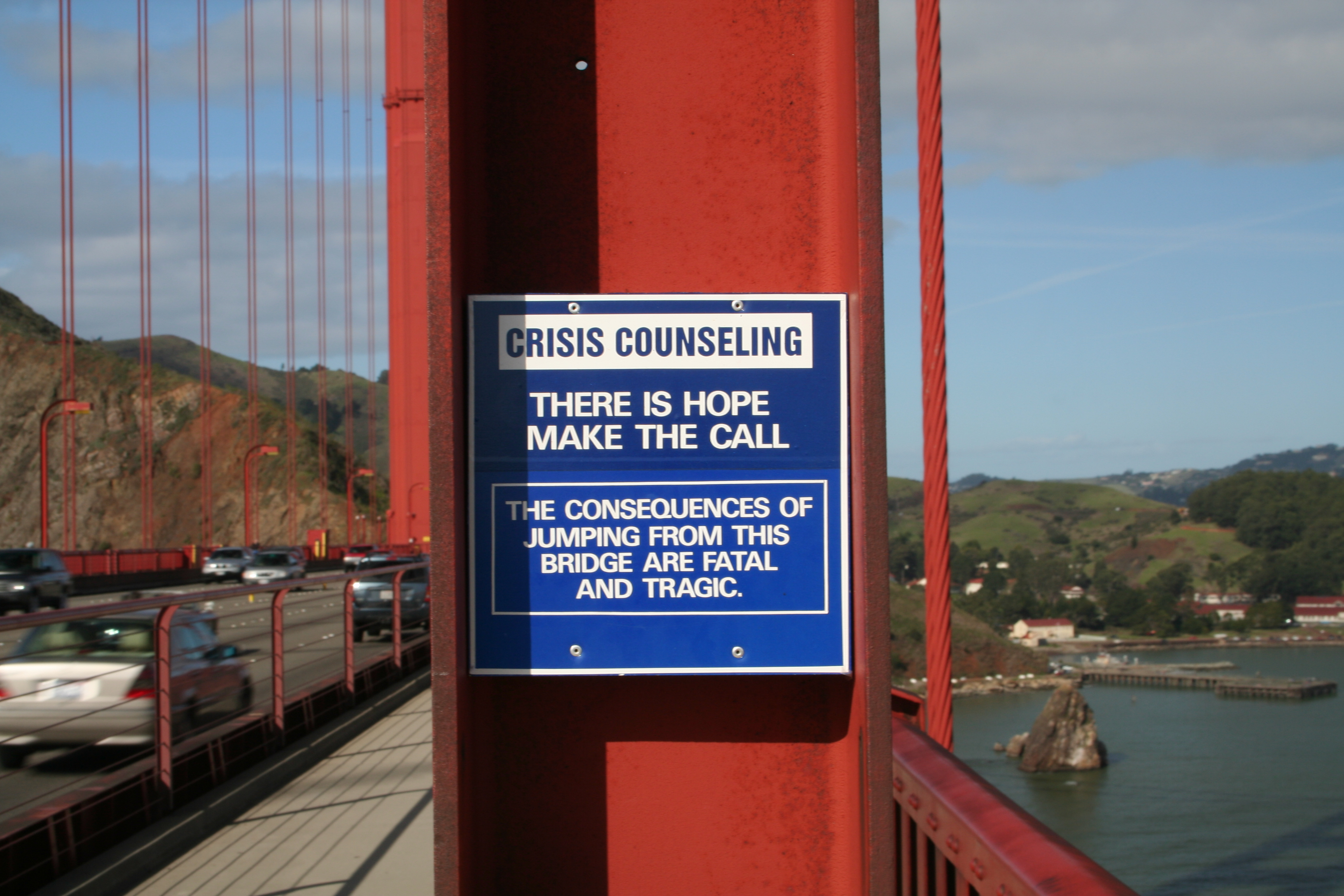
ゴールデン・ゲート・ブリッジの入り口にある、カウンセリングを勧める看板。

## 主な自殺の名所

### 国内

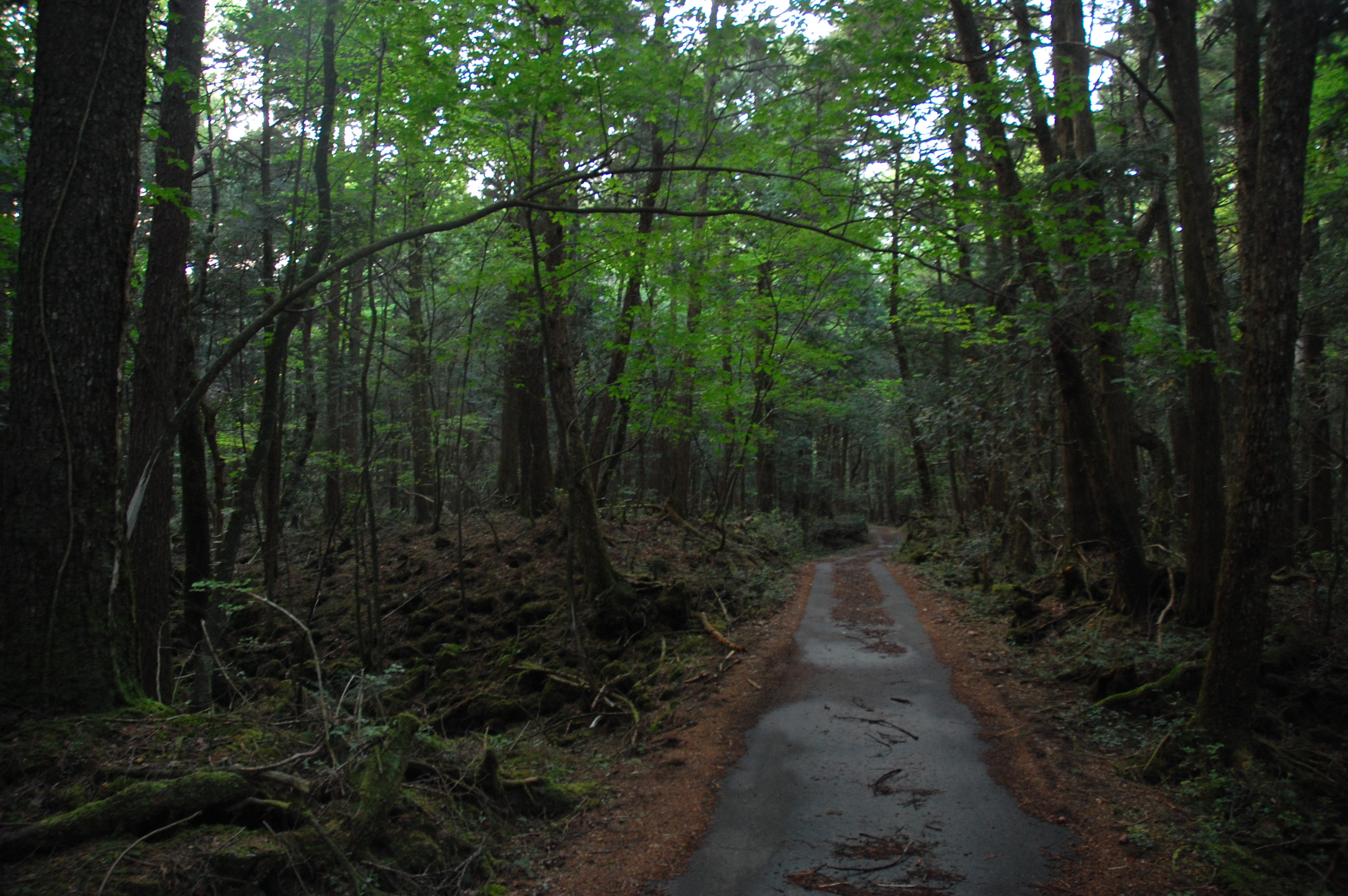
青木ヶ原樹海（山梨県）
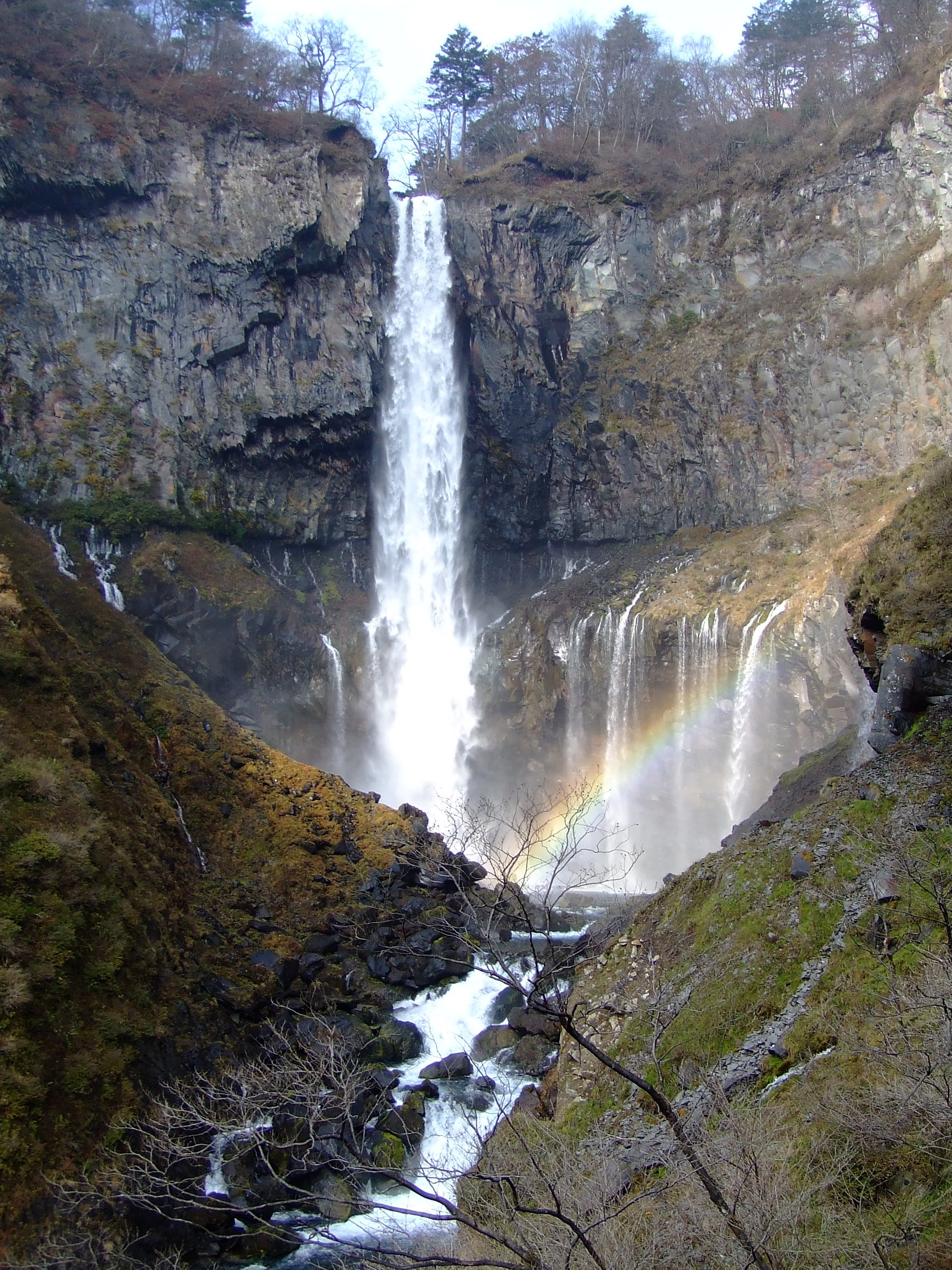
華厳滝（栃木県）
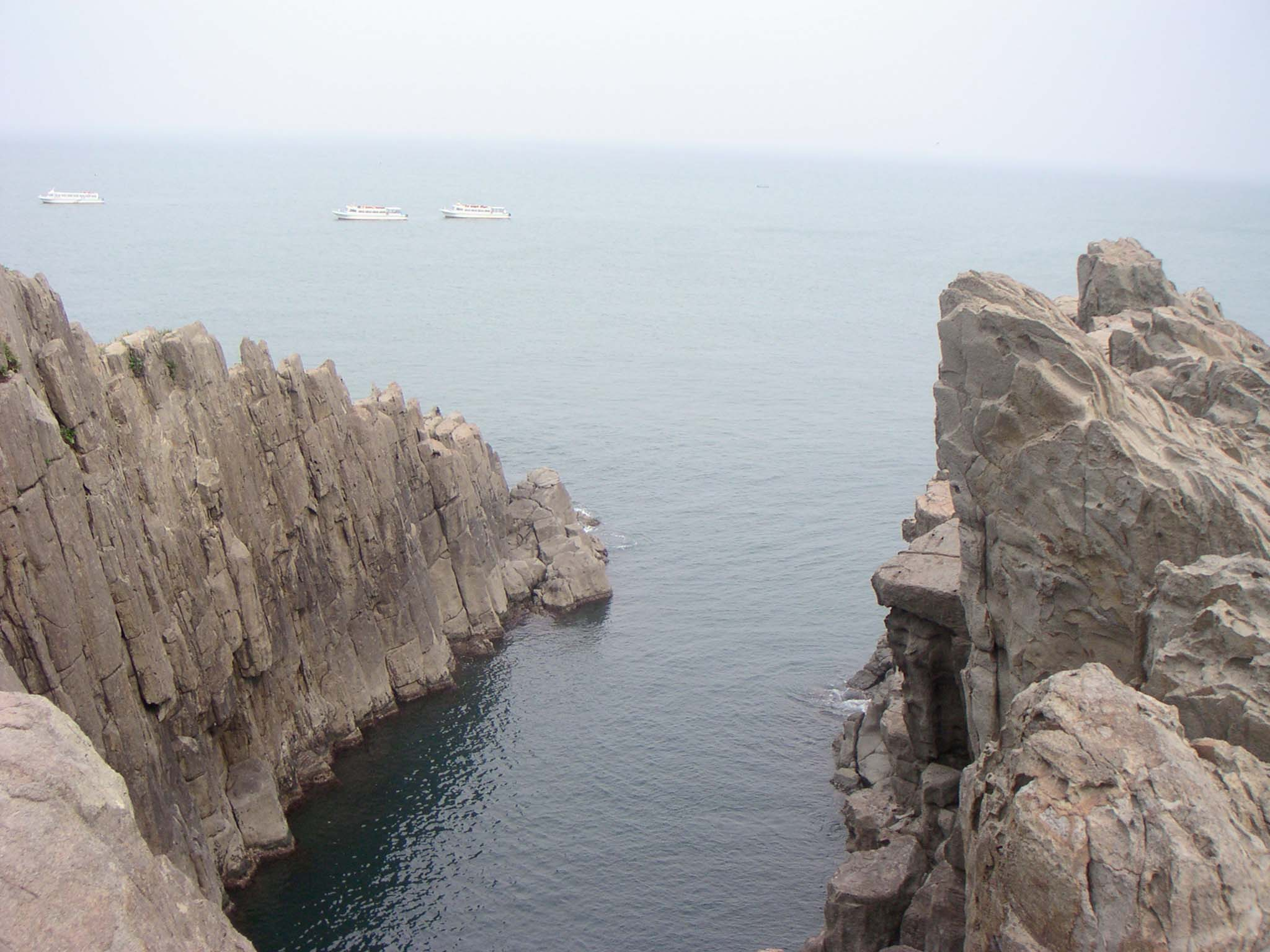
東尋坊（福井県）
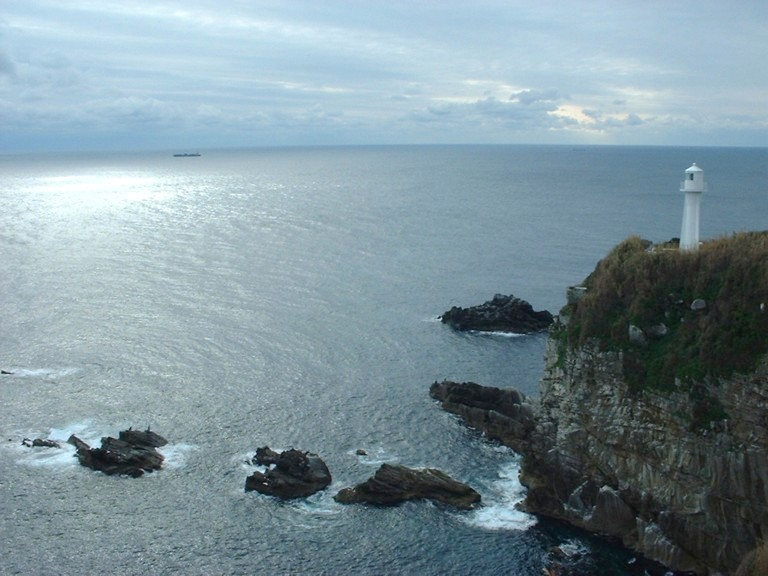
足摺岬（高知県）
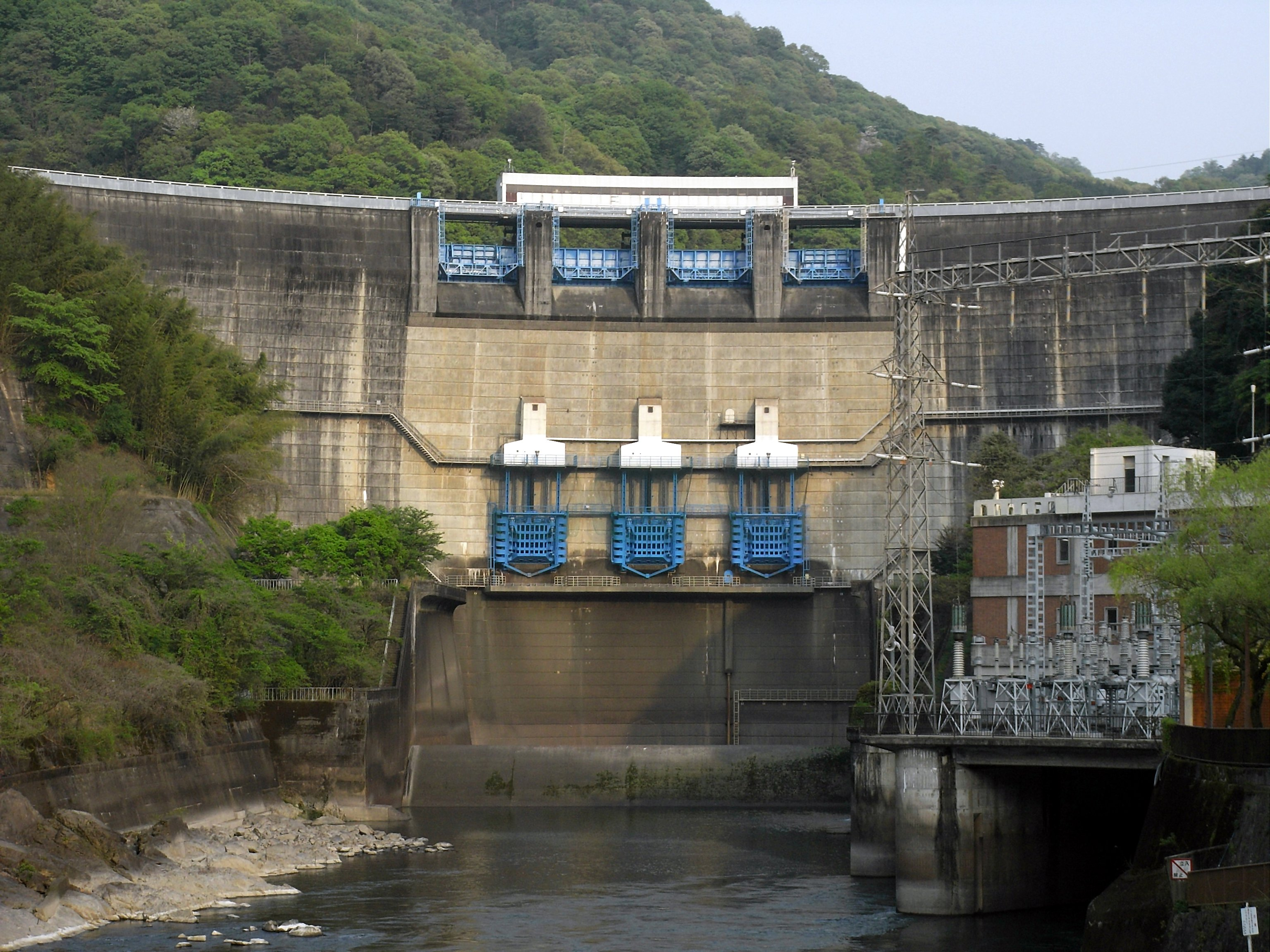
天ヶ瀬ダム（京都府）

### 海外

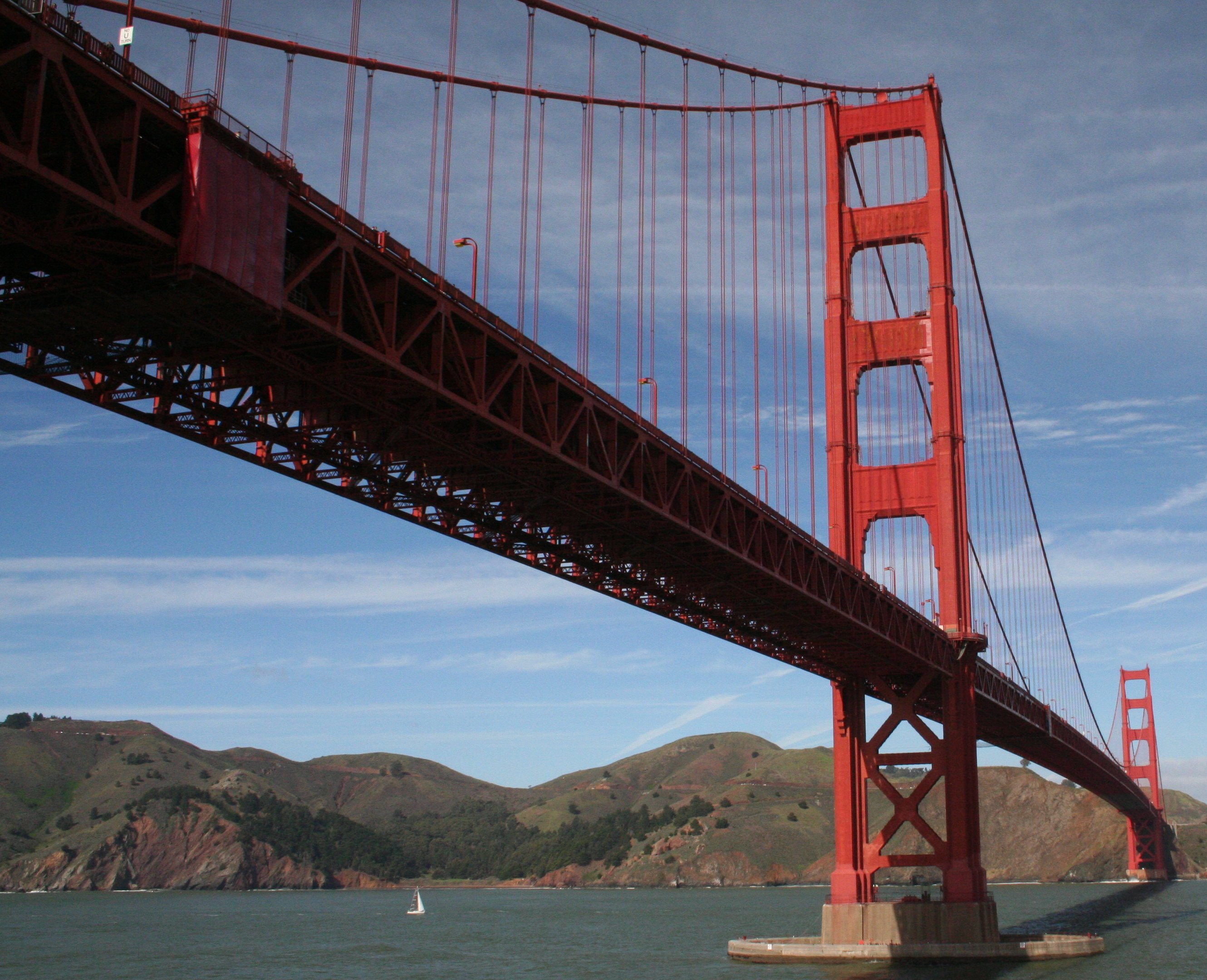
ゴールデンゲートブリッジ（金門橋）[9] - アメリカ合衆国
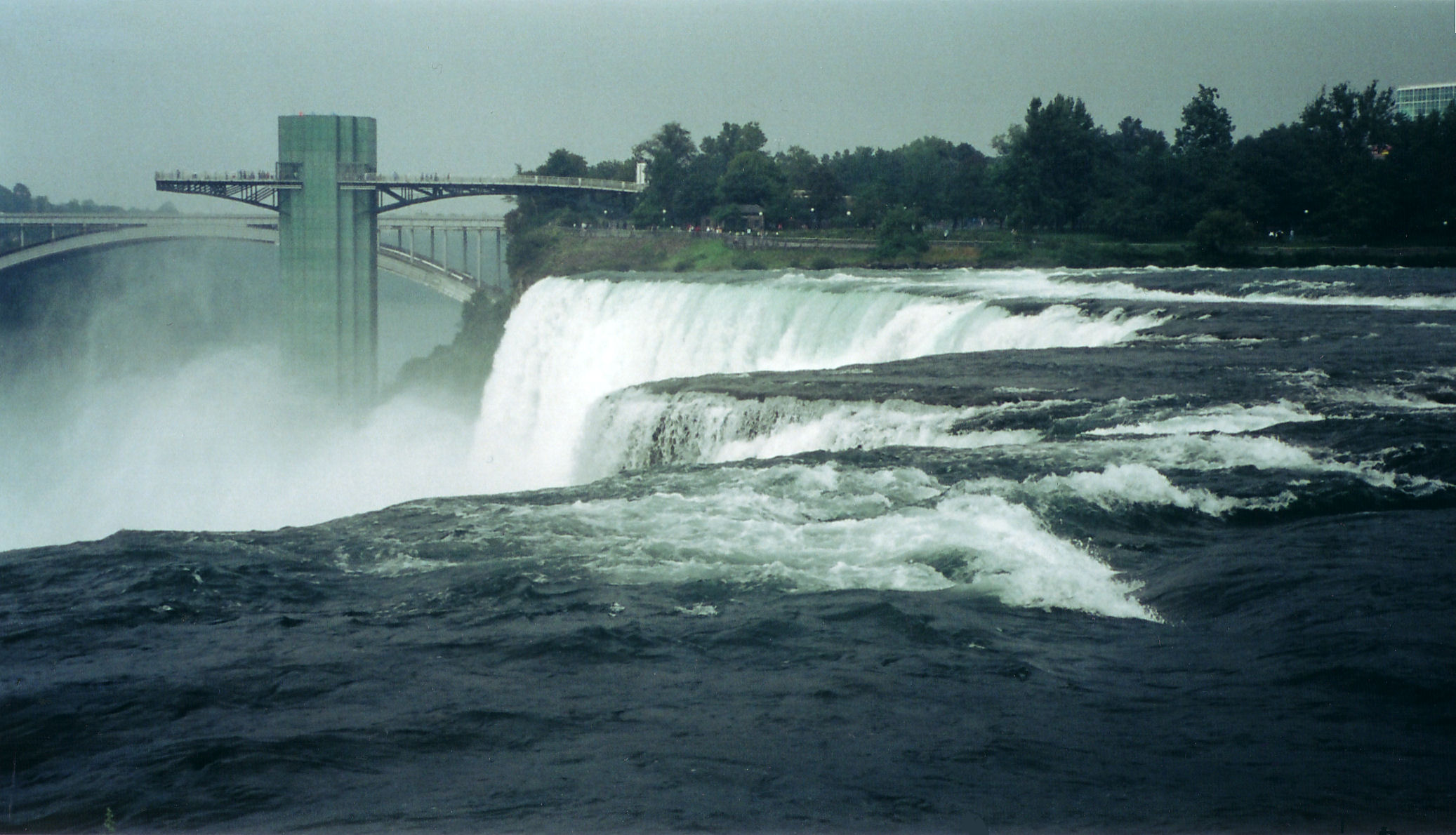
ナイアガラの滝[9] - カナダ-アメリカ国境地帯
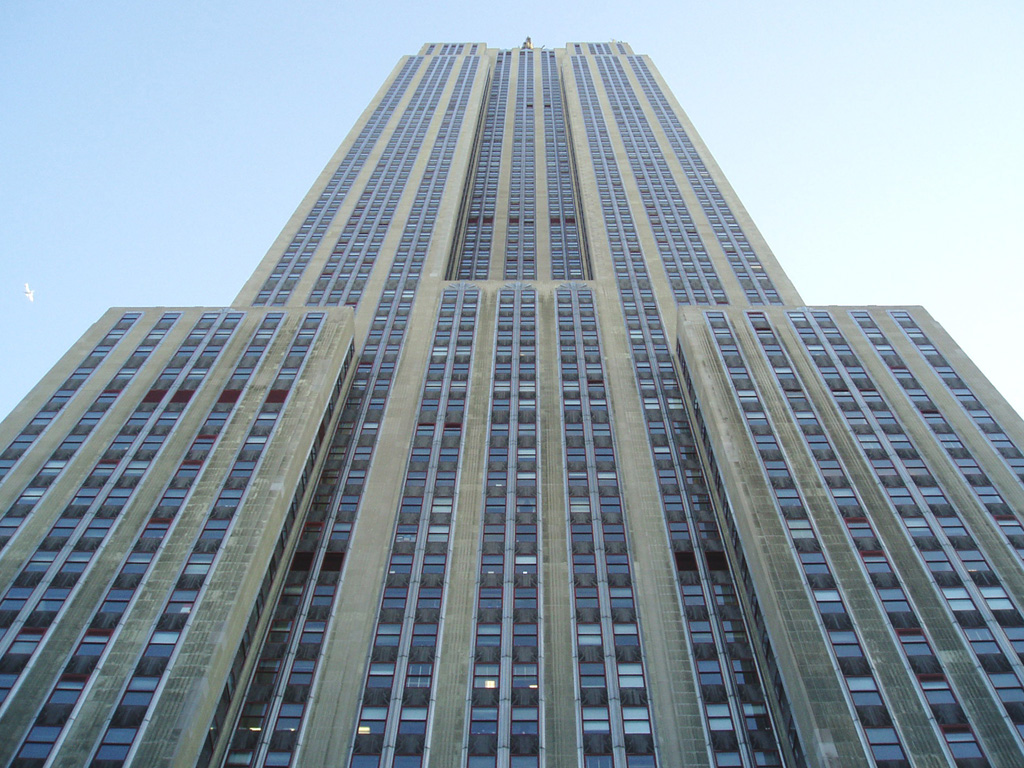
エンパイアステートビル[9] - アメリカ合衆国
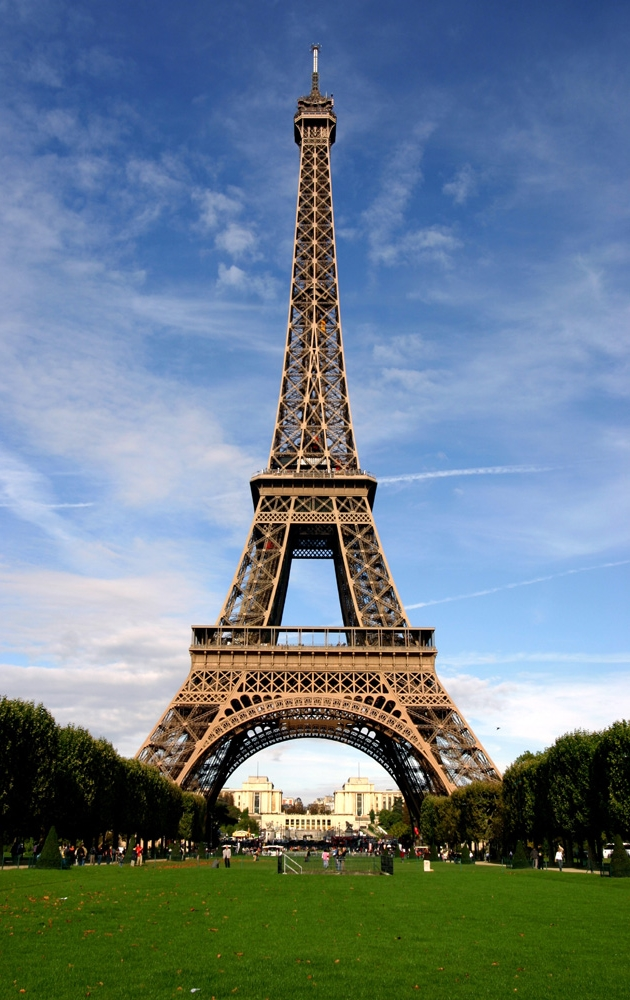
エッフェル塔[9] - フランス
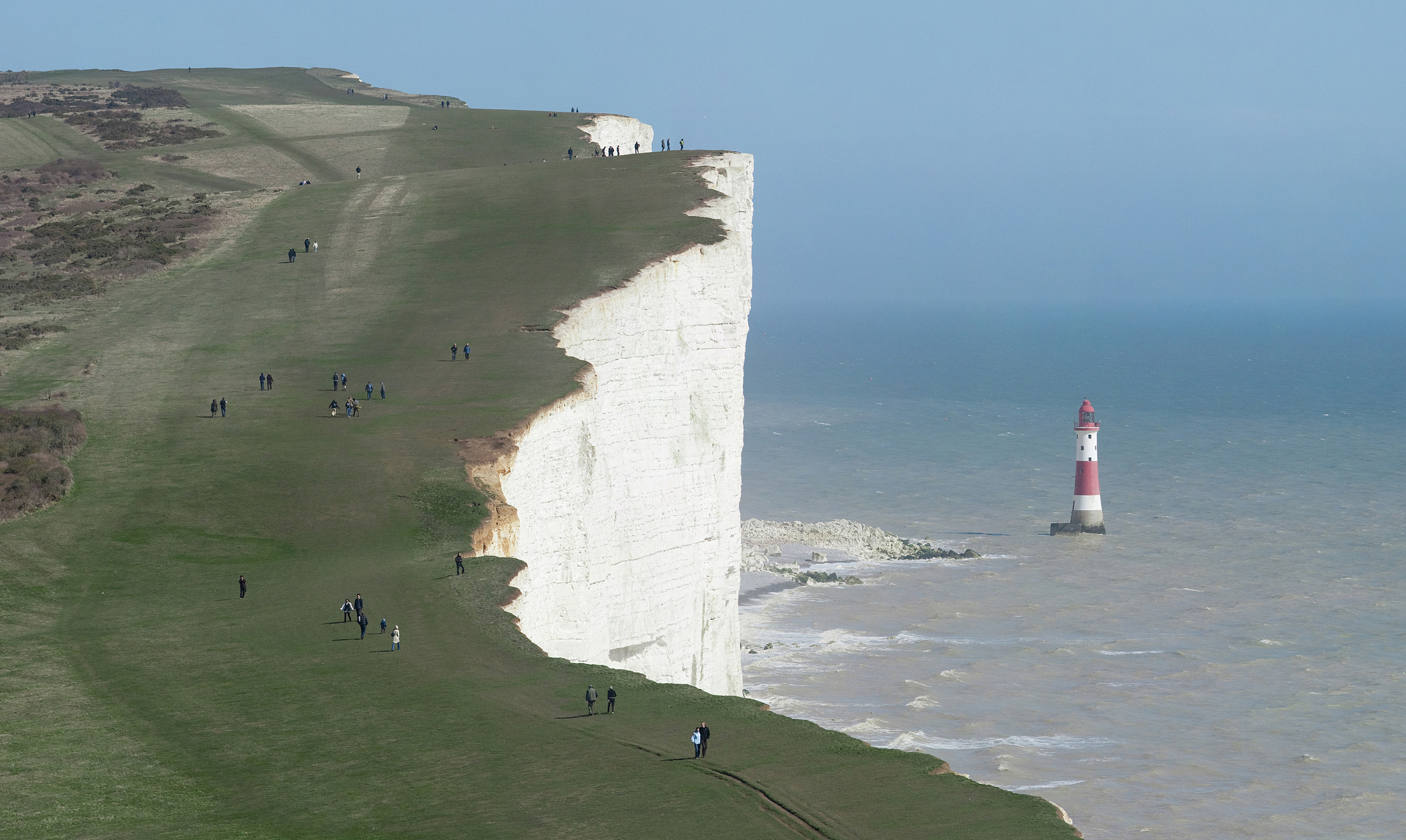
ビーチー岬[9] - イギリス
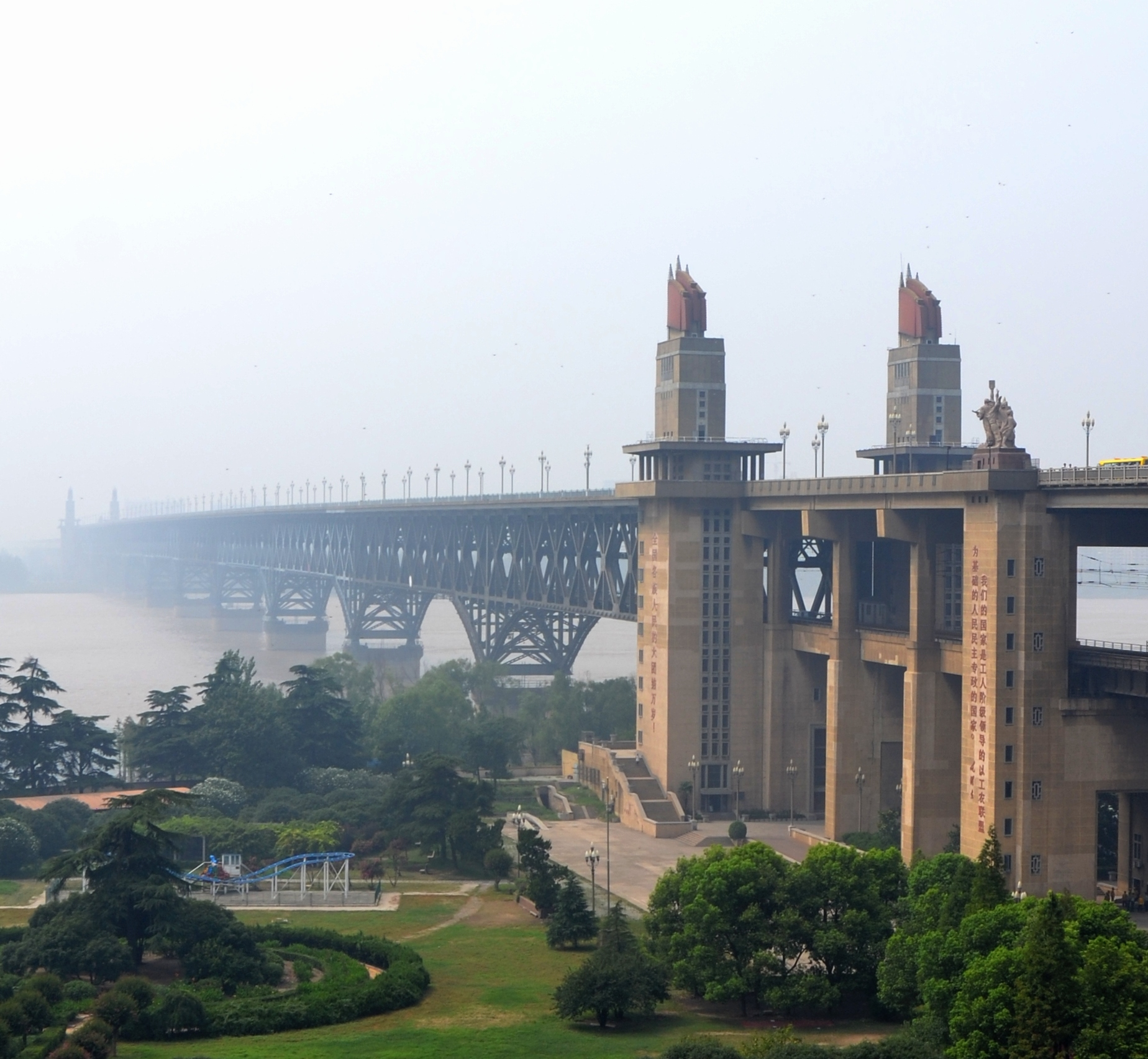
南京長江大橋[16] - 中華人民共和国
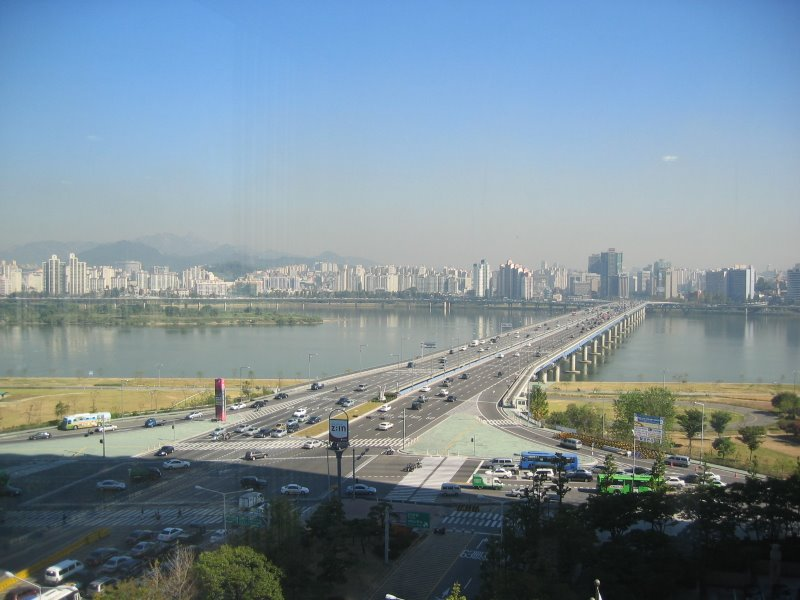
麻浦大橋[17][18] - 大韓民国

- クリフトン吊橋（英語版）[9] - イギリス
- ハーバーブリッジ[9] - オーストラリア

## 過去の自殺の名所

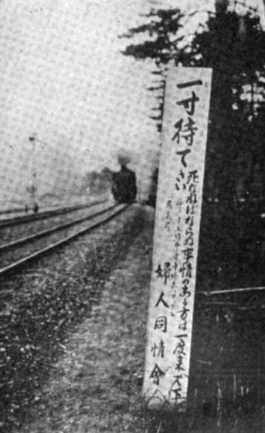
婦人同情会が須磨に設置した「一寸待て」の看板の例。鉄道の線路近くや海岸に設置されていた。

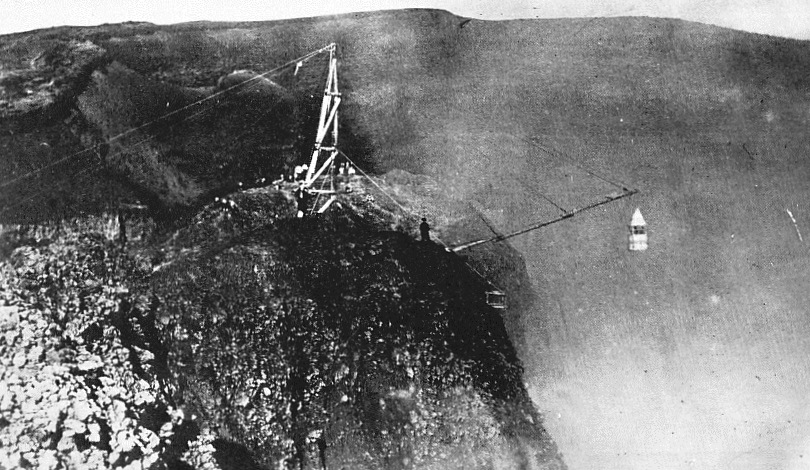
三原山噴火口を探査するゴンドラ（1933年7月）
_{自殺の流行から読売新聞社によって設置されたもので、探査中にも自殺者の遺体を数体発見した}

神戸市須磨（現・須磨区）
須磨、特に須磨海岸は大正時代から昭和時代初期にかけて自殺の名所として知られ、海岸や鉄道の線路沿いには自殺防止の「一寸待て（ちょっと待て）」という立札が設置されていた。
社会運動家の賀川豊彦や、「一寸待て」の立札を1919年（大正8年）に須磨に設置した神戸婦人同情会の城ノブによると、自殺の名所化したきっかけは「須磨の仇浪」と呼ばれる母子心中事件である。これは1915年（大正4年）12月、嫁姑問題に悩んだ若い女性が、須磨沖を運行していた連絡船から2歳の娘を道連れに投身自殺したというものである。羽様荷香の小説『須磨の仇浪』をはじめとして芝居、映画、流行歌、のぞきからくりなどがこの事件を盛んに題材として取り上げ、須磨での模倣自殺の多発を招いた。
1928年（昭和3年）3月の新聞記事によれば、須磨では1926年（大正15年/昭和元年）に自殺者50人と自殺未遂者67人が発生し、翌1927年（昭和2年）には自殺者67人と自殺未遂者127人が発生した。1929年（昭和4年）9月の新聞記事によれば、その時点での須磨での年間自殺者は37人で、前年の1928年よりは少ないと報じられている。またこの記事では、女性は入水自殺が多く、男性は鉄道への飛び込み自殺が多いと分析されている。
三原山（伊豆大島）
1933年1月と2月に実践女学校の生徒が噴火口へ投身自殺。2件とも同じ同級生が自殺に立ち会っていたことがセンセーショナルに報道され、この年だけで129人が投身自殺した。
高島平団地（東京都板橋区）
外廊下や階段の開いているところに、柵を張りめぐらせる自殺防止対策が進んで、自殺者は激減した。
安堂寺橋（大阪市中央区）
江戸時代、余りにも自殺者が多かった事から、落語の有名な演目「まんじゅうこわい」に取り上げられた（ただし、上方版の老人の怪談噺のみで演じられるだけで、江戸版では演じられない）。
三段壁（和歌山県白浜町）
柵・監視カメラの設置や行政と民間の連携したパトロール、タクシーの運転手や土産物店主の声かけ等により、自殺に至る前に保護されるケースが多い。
能登金剛（石川県）
松本清張原作の映画『ゼロの焦点』（1961年）の自殺場所として、当地の崖が選ばれたことから映画公開後に自殺が続いた。
新小岩駅（東京都葛飾区）
隣の駅までの駅間を含めた2015年までの10年累計では西八王子駅が一番多いが、2011年7月12日、新小岩駅を通過中の成田エクスプレスに飛び込んだ女性が跳ね飛ばされてホーム上の売店に突っ込み、巻き添えになった旅客4名が負傷するという事故を境に当駅での飛び込み自殺が急増した。2018年より快速線ホームにホームドアが設置されている。
阿蘇大橋（熊本県）
詳細はリンク先の記事を参照。